# Корпус генерала Шубникова
«Корпус генерала Шубникова» (рос. «Корпус генерала Шубникова») — радянський художній фільм режисера Даміра Вятича-Бережних, знятий Четвертим творчим об'єднанням кіностудії «Мосфільм» за мотивами військових повістей «Коло на карті» «Ешелони» Володимира Баскакова у 1980 році.

## Сюжет
Зима 1942 року. Формується новий механізований корпус під командуванням генерал-майора Шубникова. В цей час, згідно з наказом Гітлера, чотири танкові дивізії повинні бути перекинуті з району Великі Луки — Ржев на допомогу генералу Паулюсу, армія якого щільно оточена радянськими військами в районі Сталінграда. Перед Шубниковим Верховним командуванням поставлена задача по прориву німецької оборони раптовим масованим ударом, створивши при цьому видимість великого наступу, і, таким чином, зірвати перекидання дивізій, необхідних для контрудару і подальшого деблокування частин, що знаходяться в Сталінградському котлі. Противник, який не чекав на цій ділянці фронту наступу, змушений для його парирування використовувати резервні частини, готові до відправлення в район Сталінграда для поповнення ударного угруповання групи армій «Дон» генерал-фельдмаршала Манштейна, що формувалося.
Виконавши поставлене перед корпусом бойове завдання по прориву ділянки фронту і рейду по тилах противника, генерал Шубников організував виведення довірених йому частин і підрозділів на з'єднання з основними силами армії. За підтримки артдивізіону, по бездоріжжю, в напрямок села Карпухіно, з боями прорвалися стрілецькі частини. Танки, зведені в одну групу, виходили з району боїв через селище Кузьмічі. Транспортні машини довелося спалити, знаряддя підірвати, з собою взяли тільки стрілецьку зброю і міномети. Поранених винесли на носилках.
Паралельно основного сюжету йде розповідь про долю старшого лейтенанта Мальцева. Мальцев, який воював під керівництвом генерала-майора Шубникова, з початку війни після лікування в госпіталі був переведений в тил на посаду коменданта залізничної станції. Користуючись нагодою, він домагається переведення у сформований корпус.
У перший же день служби, пересуваючись на мотоциклі в тилу наших військ, він потрапив в пастку, влаштовану розвідувальною групою противника. Німцям було важливо дізнатися з перших рук інформацію про прибулі частини. Поранений Мальцев потрапив в полон, був допитаний, але відмовився від співпраці, при цьому він дезінформував противника неправдивими відомостями про тип корпусу, в який був переведений напередодні (помилкове місце служби полоненого радянського військовослужбовця — кавалерійська частина) і вважав за краще смерть.

## У ролях
- Анатолій Васильєв — Шубников
- Віктор Коршунов — генерал армії
- Євген Леонов-Гладишев — Мальцев
- Марина Яковлєва — Маша
- Сергій Проханов — Куценко
- Петро Щербаков — Поліванов
- Олексій Ейбоженко — Бородін
- Володимир Пучков — Покровський
- Станіслав Станкевич — Гітлер
- Паул Буткевич — Вагнер

## Знімальна група
- Автор сценарію: Кирило Рапопорт
- Режисер-постановник: Дамір Вятич-Бережних
- Оператор-постановник: Анатолій Ніколаєв
- Художник-постановник: Олексій Лебедєв
- Композитор: Михайло Зів
- Текст пісні: Михайло Матусовський